# Karl Schäfer
Karl Schäfer (Viena, 17 de maio de 1909 – Viena, 23 de abril de 1976) foi um patinador artístico e nadador austríaco. Na patinação artística ele foi bicampeão olímpico em 1932 e 1936, heptacampeão mundial (1930–1936) e octa-campeão europeu (de 1929 à 1936). Na natação disputou os Jogos Olímpicos de Verão de 1928, disputando a prova de 200 m peito.

## Principais resultados

### Patinação artística
| Resultados                                            | Resultados        | Resultados       | Resultados       | Resultados      | Resultados      | Resultados      | Resultados      | Resultados      | Resultados      | Resultados      | Resultados    | Resultados    |
| Internacional                                         | Internacional     | Internacional    | Internacional    | Internacional   | Internacional   | Internacional   | Internacional   | Internacional   | Internacional   | Internacional   | Internacional | Internacional |
| Evento/Temporada                                      | 1926– 1927        | 1927– 1928       | 1928– 1929       | 1929– 1930      | 1930– 1931      | 1931– 1932      | 1932– 1933      | 1933– 1934      | 1934– 1935      | 1935– 1936      |               |               |
| ----------------------------------------------------- | ----------------- | ---------------- | ---------------- | --------------- | --------------- | --------------- | --------------- | --------------- | --------------- | --------------- | ------------- | ------------- |
| Jogos Olímpicos                                       |                   | 4.º              |                  |                 |                 | Medalha de ouro |                 |                 |                 | Medalha de ouro |               |               |
| Campeonato Mundial                                    | Medalha de bronze | Medalha de prata | Medalha de prata | Medalha de ouro | Medalha de ouro | Medalha de ouro | Medalha de ouro | Medalha de ouro | Medalha de ouro | Medalha de ouro |               |               |
| Campeonato Europeu                                    | Medalha de bronze | Medalha de prata | Medalha de ouro  | Medalha de ouro | Medalha de ouro | Medalha de ouro | Medalha de ouro | Medalha de ouro | Medalha de ouro | Medalha de ouro |               |               |
| Nacional                                              |                   |                  |                  |                 |                 |                 |                 |                 |                 |                 |               |               |
| Campeonato Austríaco                                  | Medalha de prata  | Medalha de prata | Medalha de ouro  | Medalha de ouro | Medalha de ouro | Medalha de ouro | Medalha de ouro | Medalha de ouro |                 | Medalha de ouro |               |               |
|                                                       |                   |                  |                  |                 |                 |                 |                 |                 |                 |                 |               |               |
| Legenda: Competição não foi disputada nesta temporada |                   |                  |                  |                 |                 |                 |                 |                 |                 |                 |               |               |

### Natação
| Ano  | Torneio         | Local    | Prova            | Resultado          | Marca | Recorde |
| ---- | --------------- | -------- | ---------------- | ------------------ | ----- | ------- |
| 1928 | Jogos Olímpicos | Amsterdã | 200 metros peito | 4.º (semifinal #2) |       |         |